# ハインリヒ (フリースラント辺境伯)

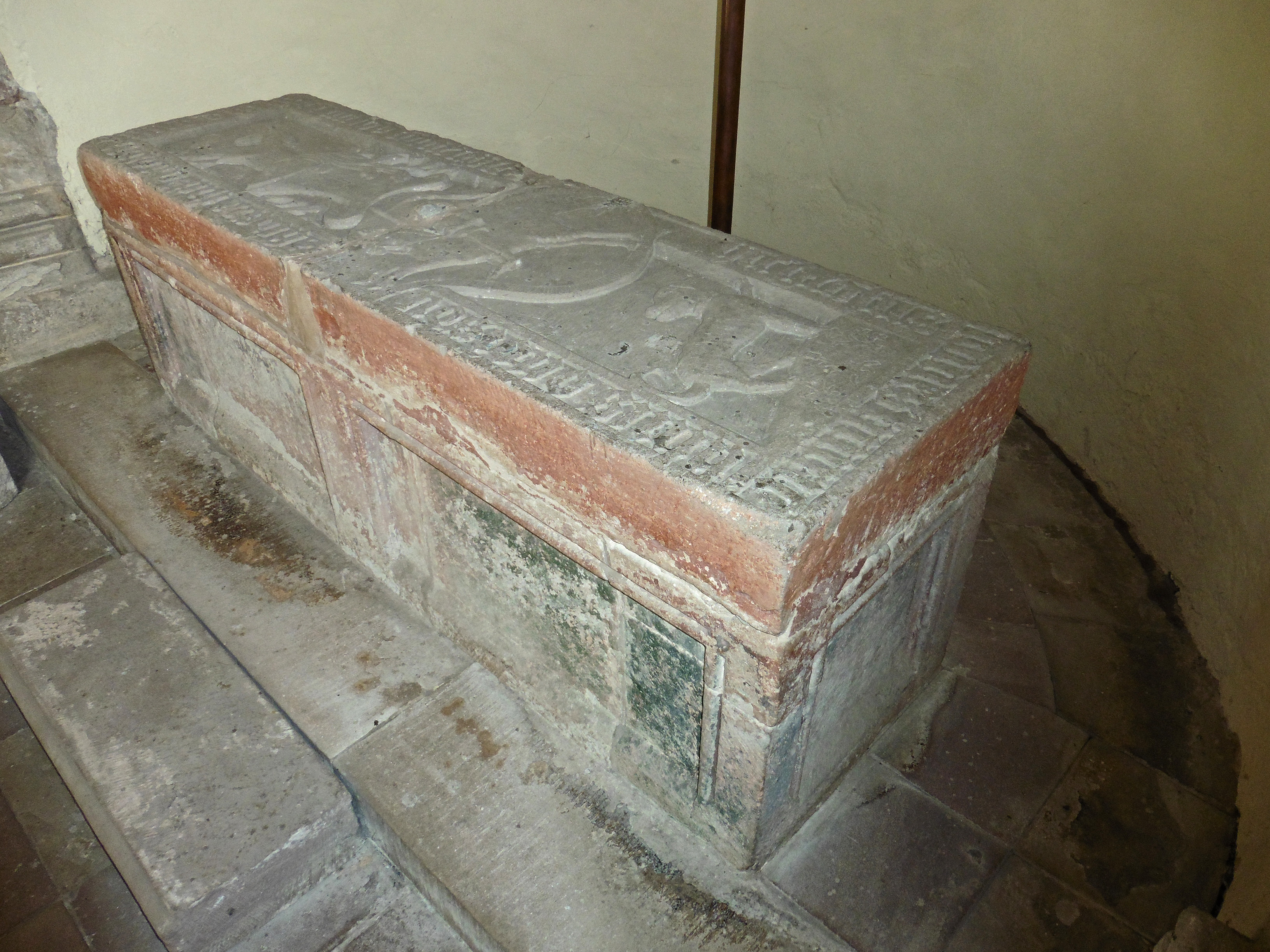
ハインリヒ肥満伯の墓

ハインリヒ肥満伯（ドイツ語：Heinrich der Fette, 1055年ごろ - 1101年）またはハインリヒ・フォン・ノルトハイム（Heinrich von Nordheim）は、1083年以前よりリッティガウおよびアイヒスフェルトの伯、およびフリースラント辺境伯。神聖ローマ皇帝ロタール3世妃リヒェンツァの父。

## 生涯
ハインリヒはバイエルン公オットー・フォン・ノルトハイムとリヒェンツァ・フォン・シュヴァーベンの息子である。ハインリヒはリッティガウおよびアイヒスフェルトに世襲の領地を持ち、ザクセンで最も影響力を持つ領主の一人であった。1086年にゲルトルート・フォン・ブラウンシュヴァイクと結婚した。ゲルトルートとの結婚によりブルノン家および前夫カトレンブルク伯家からの相続財産をノルトハイム家の領地に加えることになった。また、ビルシュタイン伯家よりヴェラ川付近の村の一部を相続し、その地域の唯一の領主となった。さらに、ハインリヒはヘルマルスハウゼンのフォークトでもあり、1093年にブルスフェルデにベネディクト会修道院を創建した。
1080年代前半のザクセン貴族の反乱は叙任権闘争の一部であったが、ハインリヒは父オットー及び姻戚関係にあった対立王ヘルマン・フォン・ザルムを支持し、皇帝ハインリヒ4世と対立した。しかし1086年にハインリヒおよび弟クーノとオットーはハインリヒ4世支持にまわった。
ハインリヒの妻ゲルトルートはマイセン辺境伯エクベルト2世の唯一の妹であったが、エクベルト2世には嗣子がいなかった。1090年にエクベルト2世が死去し、エクベルト2世の遺領のうちマイセンについては皇帝がヴェッティン家のハインリヒ1世に与えたものの、ハインリヒはフリースラントの伯領を相続した。しかし、これらの伯領は1089年のエクベルト2世の反乱の際にユトレヒト司教領に併合され、ユトレヒト司教コンラートにより管理されていた。1099年にコンラートが暗殺され、皇帝は最終的にこれらの伯領をハインリヒに与えた。ハインリヒはすぐにフリースラントの船舶輸送を規制しようとし、スタフォーレンの町に与えられていた特権を無視した。教会はハインリヒを恐れ、商人や町の有力者と同盟を結んだ。彼らは友好的な態度でハインリヒを迎え入れたが、ハインリヒは彼らの危険な兆候を感じ取り、船で逃げようとした。ハインリヒの船は海上で攻撃を受け沈没し、ハインリヒは殺害されたが、妻ゲルトルートは襲撃から逃れた。ハインリヒの死去した日は不明であるが、1101年4月10日にブルスフェルデに埋葬されたことが分かっている。

## 子女
ゲルトルートとの間に3子をもうけた。
- オットー3世（1086/8年 - 1117年） - 父ハインリヒの領地を継承
- リヒェンツァ（1087/9年 - 1141年） - 神聖ローマ皇帝ロタール3世の皇后
- ゲルトルート（1090年頃 - 1165年以前） - ベントハイムおよびライネックの継承者。アスカニア家のライン宮中伯ジークフリート1世と結婚、のちザルム伯オットー1世（対立王ヘルマン・フォン・ザルムの息子）と再婚。

ゲルトルートはハインリヒの死後にマイセン辺境伯ハインリヒ1世と再々婚した。